# Masalia albicilia
Masalia albicilia là một loài bướm đêm trong họ Noctuidae.